# Tofua
Ne doit pas être confondu avec Fotua.
Tofua, aussi appelée Amatofua et Tofooa, est une île volcanique des Tonga, dans les îles Haʻapai.

## Géographie
Dans la partie occidentale des îles Ha'apai se trouvent les îles volcaniques de Tofua et Kao distantes de 3,6 kilomètres. Leurs volcans respectifs sont encore actifs, tout comme le volcan sous-marin de Fonuafo'ou
D'une superficie de 55,63 km2, Tofua est circulaire et comporte en son centre un lac de plus de 8 km2 de superficie logé dans le fond d'une caldeira. Cette caldeira est encore active via le Lofia, un cône volcanique situé à l'intérieur de la dépression.
Le sol est très riche et accueille plusieurs types de végétations différents : forêts semi tropicales, bush, désert de cailloux, toundra ; on dénombre 30 000 cocotiers près du rivage.
Le kava est cultivé sur l'île et exporté à Tongatapu,.

## Histoire
La mutinerie de la Bounty (1789) a lieu à environ 30 milles nautiques (56 kilomètres) de Tofua. Le capitaine William Bligh est abandonné dans une chaloupe de sept mètres de long avec 18 de ses compagnons. Ils abordent l'île dans l'espoir d'y trouver des provisions mais sont repoussés par les indigènes qui lapident à mort un membre de l'équipage du nom de John Norton. Ce sera la seule victime de l'épopée de Bligh.
Il n'y a plus d'occupants depuis les années 1990 ; seuls des cultivateurs de kava y séjournent temporairement.
Xavier Rosset, ancien snowboarder et aventurier suisse séjourne sur l'île durant 300 jours du 15 septembre 2008 au 30 juin 2009, équipé uniquement d'un couteau suisse, d'une machette et d'un fil de pêche, ainsi que d'une caméra rechargeable par panneau solaire afin de filmer son aventure,,.

## Éruptions volcaniques
Elles ont lieu en 1774, 1792, 1845, 1847, 1854, 1885, 1906, 1958-60, 2004-2014, celle de 2015 étant toujours en cours en 2024.